# Vilariño de Conso

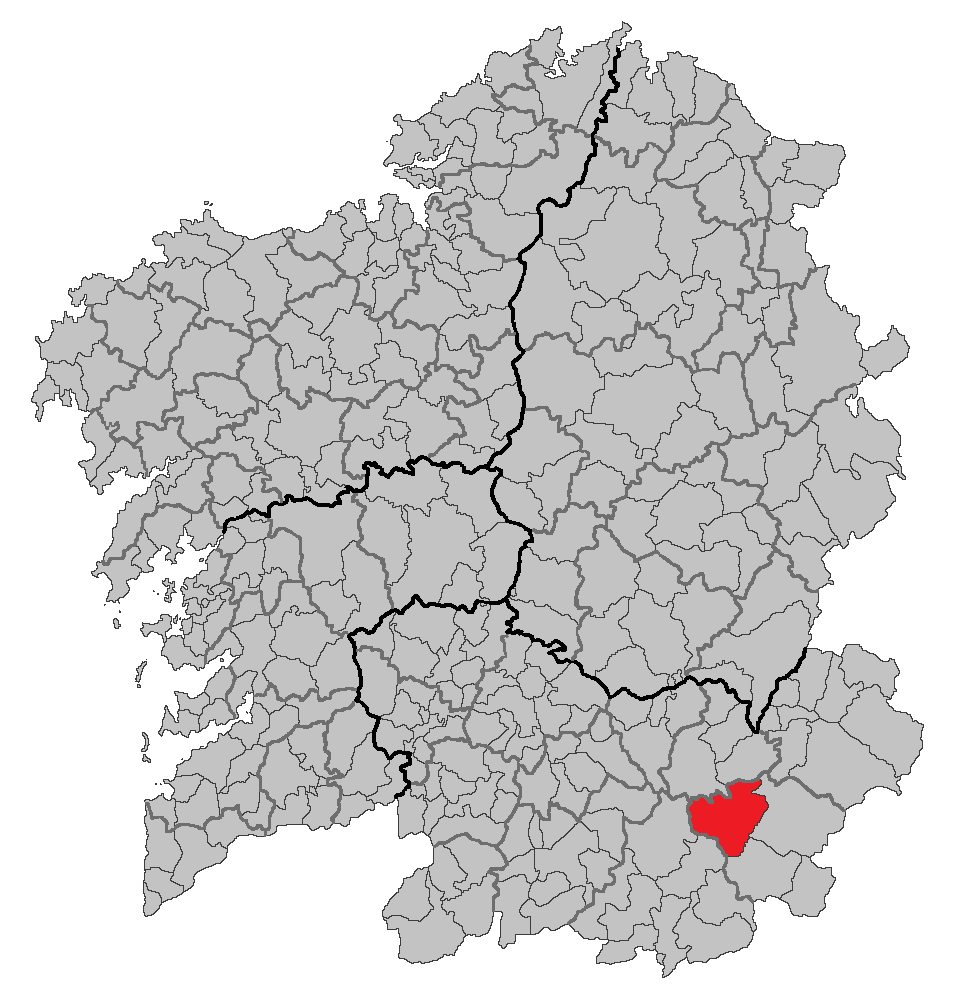
Localisation de Vilariño de Conso en Galice

Vilariño de Conso est une commune de la province d'Ourense en Galice (Espagne). Elle appartient à la comarque de la Viana. La population recensée en 2004 était de 749 habitants.